# Augustin Dumay
Augustin Dumay, nacido en París el 17 de enero de 1949, es un violinista y director de orquesta francés.

El legítimo heredero de la tradición belga de Eugène Ysaÿe, Dumois y Arthur Grumiaux
Revista Stradivarius

## Trayectoria
Augustin Dumay se enamoró del violín cuando de niño asistió a un concierto del violinista Nathan Milstein. Entró en el Conservatorio de París a la edad de 10 años y permaneció allí durante dos años antes de tomar lecciones con Arthur Grumiaux en Bruselas. A los 14 años participó en el festival de Montreux, donde rápidamente atrajo la atención de Henryk Szeryng y Joseph Szigeti.
El reconocimiento internacional llegó en 1979 cuando Herbert von Karajan invitó a Dumay a tocar como solista en un concierto de gala en París con el violonchelista Yo-Yo Ma. Inmediatamente después Augustin fue invitado a tocar el segundo concierto de Béla Bartók con la Orquesta Filarmónica de Berlín dirigida por Sir Colin Davis, y recibió la aclamación internacional.
Su carrera internacional desde entonces ha estado en constante crecimiento.
Aparece con regularidad con la Filarmónica de Berlín, la Filarmónica Japonesa, la Orquesta Sinfónica de Londres, la Orquesta Real del Concertgebouw de Ámsterdam, la Filarmónica de Los Ángeles, Sinfónica de Montreal, Orquesta de la Suisse Romande, Orchestre National de France, English Chamber Orchestra, la Orquesta de Cámara Gustav Mahler y muchas otras.
El sonido del violinista es de una elegancia y una riqueza tímbrica destacable (en la línea de Zino Francescatti), con una técnica impecable que se caracteriza por conseguir un sonido saturado y por una gran amplitud de arco.
Augustin ha sido dirigido por famosos directores como Sir Colin Davis, Seiji Ozawa, Charles Dutoit, Kurt Sanderling, Wolfgang Sawallisch, Stanislaw Skrowaczewski, Emmanuel Krivine, Marc Minkowsky y Kurt Masur.
En 2010 se celebró un concierto en el Southbank Centre de Londres con el pianista Louis Lortie y el Cuarteto Ebene. También ha colaborado en música de cámara con el pianista Michel Dalberto y especialmente con su compañera sentimental y colega en la Capilla de Música Reina Isabel, Maria Joao Pires.
Respecto a la colaboración con Pires destaca su grabación de las Sonatas de Beethoven de la que el crítico musical Ángel Riego Cue dice: "El clasicismo que preside estas interpretaciones hace que se obtengan       magníficos resultados en las tres primeras, que quedan aquí plenamente "camerísticas", intimistas y de una serena belleza. La "pasión arrebatadora" es mucho más rara de encontrar en Dumay y Pires, pero también aparece en alguna ocasión: así, el movimiento final de la 8ª, los dos extremos de la 4ª (donde el carácter "febril" está muy bien conseguido) o incluso el último de la 10ª. En resumen, estamos ante unas sonatas para violín y piano de Beethoven que no desmerecen de las grandes grabaciones modernas de este ciclo, y donde el violinista se eleva incluso por encima del (alto) nivel habitual en las mismas."
Como director de orquesta además el puesto de director musical de la Real Orquesta de Cámara de Valonia que ha ocupado desde 2003, fue nombrado director musical en 2011 de la Filarmónica Kansai (Osaka, Japón). Es invitado regularmente a dirigir orquestas como la English Chamber Orchestra, la Orquesta Sinfónica de Nueva Jersey y la Sinfónica de Varsovia.
Desde 2004 es maestro en residencia de la Capilla de Música Reina Isabel (Bruselas), donde imparte clases a algunos violinistas jóvenes del más alto nivel, la mayoría de los ganadores de los principales concursos internacionales.
El realizador Gérard Corbiau (Master of Music, Farinelli) hizo de él una película retrato, Augustin Dumay, laisser une trace dans le cœur.
Sus grabaciones son producidas por Deutsche Grammophon y EMI.

## Discografía parcial
- Beethoven, Complete Violin Sonatas - Augustin Dumay/Maria João Pires, 2002 Deutsche Grammophon[5]
- Brahms, Piano Trio Nos. 1 & 2 - Augustin Dumay/Jian Wang/Maria João Pires, 1996 Deutsche Grammophon
- Brahms, The Sonatas for Violin and Piano - Augustin Dumay/Maria João Pires, 1992 Deutsche Grammophon
- Franck & Debussy: Violin Sonatas - Augustin Dumay/Maria João Pires, 1995 Deutsche Grammophon
- Grieg, Violin Sonatas Nos. 1 - 3 - Augustin Dumay/Maria João Pires, 1993 Deutsche Grammophon[6]
- Mozart: Violin Sonatas K. 301, 304, 378 & 379 - Augustin Dumay/Maria João Pires, 1991 Deutsche Grammophon
- Mozart, Sinfonia Concertante K. 364 & Violin Concerto No. 2 - Augustin Dumay/Camerata Academica Salzburg/Veronika Hagen, 2000 Deutsche Grammophon
- Mozart, Piano Trios K. 496 & 502 - Augustin Dumay/Jian Wang/Maria João Pires, 1997 Deutsche Grammophon
- Mozart, Violin Concertos Nos. 3-5 - Augustin Dumay/Camerata Academica Salzburg, 1998 Deutsche Grammophon
- Saint-Saëns, Violin Concerto No 3 - Augustin Dumay/Orchestre Philharmonique de Monte Carlo, 2004 EMI[7]
- Schubert, Complete Works for Piano Trio - Augustin Dumay/Frederic Lodeon/Jean-Philippe Collard, 2000 EMI